# Monthodon
Monthodon é uma comuna francesa na região administrativa do Centro, no departamento Indre-et-Loire. Estende-se por uma área de 34,19 km². Em 2010 a comuna tinha 642 habitantes (densidade: 18,8 hab./km²).